# Pénzcentrum.hu
A penzcentrum.hu interneten megjelenő, magyar nyelvű, ingyenes gazdasági-pénzügyi hírportál. 
Az oldal 2005-ben indult, 2014-ben pedig elnyerte az Év Honlapja-díjat, Média kategóriában. A penzcentrum.hu 2021 tavaszán kívül és belül is megújult, rovatainak száma kilencre változott. A 2021-es 'Az Év Honlapja' pályázaton a Pénzcentrum nyerte el a Minőségi díjat Média kategóriában. A penzcentrum.hu - az Agrárszektor.hu, a HelloVidék.hu illetve a Portfolio.hu mellett - a Portfolio Csoport tagja, kiadója a NET Média Zrt.
A penzcentrum.hu 2021-ben a 23. legolvasottabb magyar oldal közé tartozott. A lap hetente 300-350 friss cikket jelentet meg, havonta pedig átlagosan több, mint 1,5 millió valós felhasználót ér el.
A Pénzcentrumot a Portfolio Csoport tagjaként a NET Média Zrt. adja ki. A magyar viszonylatban a top 10 látogatottságú kiadók közé tartozó NET Média Zrt.-t 2016 októberében a Balogh Gabriella és Bán Zoltán tulajdonában lévő NT2016 Kft. vásárolta meg a Spéder Zoltán érdekeltségi körébe tartozó CEMP-től. Bán Zoltán 2000-től a Net Média Zrt. és a Portfolio Csoport munkatársa, szerzője, 2009-től pedig a társaság vezérigazgatója. Balogh Gabriella az OTP igazgatósági tagja és az MLSZ elnökségi tagja, illetve több alapítvány tevékenységében is részt vesz.

## Rovatok
- Hitel
- Megtakarítás
- Nyugdíj
- Otthon
- Biztosítás
- HRcentrum
- Vásárlás
- Utazás
- Autó
- Oktatás
- Vállalkozás
- Gazdaság
- Egészség
- Tech
- Szórakozás
- Videó

## Hivatkozásjegyzék
1. ↑  Pénzcentrum.hu (magyar nyelven). Pénzcentrum. (Hozzáférés: 2021. június 14.)
2. ↑  Az Év Honlapja 2014 | Díjat nyert weboldalak 2014 (magyar nyelven). www.azevhonlapja.hu. (Hozzáférés: 2021. június 14.)
3. ↑  mmonline.hu | Megújult a Pénzcentrum (magyar nyelven). mmonline.hu, 2014. augusztus 6. [2021. június 5-i dátummal az eredetiből archiválva]. (Hozzáférés: 2021. június 14.)
4. ↑  Pénzcentrum - közérthető pénzügyi, gazdasági híroldal, ráadásul Minőségi díjas honlap!- Az Év honlapja 2021 (magyar nyelven). www.azevhonlapja.hu. (Hozzáférés: 2022. január 27.)
5. ↑  Portfolio Csoport. portfoliocsoport.hu. (Hozzáférés: 2021. június 14.)
6. ↑  Digitális Közönségmérési Tanács - dkt.hu - dkt - Index. dkt.hu. (Hozzáférés: 2021. június 14.)
7. ↑  Karpati, Laszlo: Kreatív Online - A Pénzcentrum a legolvasottabb magyar oldalak között (magyar nyelven). Kreatív Online. (Hozzáférés: 2021. június 14.)
8. ↑  Pénzcentrum. portfoliocsoport.hu. (Hozzáférés: 2021. június 14.)
9. ↑  Net Média zrt. short credit report, official company document download. www.ceginformacio.hu. (Hozzáférés: 2021. június 14.)
10. ↑  gemiusRating. rating.gemius.com. (Hozzáférés: 2021. június 14.)
11. ↑  Önálló cégként folytatja a Net Média Zrt. - Management buyout a Portfolionál (magyar nyelven). Portfolio.hu. (Hozzáférés: 2021. június 14.)
12. ↑  Elnököt és vezérigazgatót választott az OTP (magyar nyelven). Portfolio.hu. (Hozzáférés: 2021. június 14.)